# Пшиборовский, Йозеф
Йозеф Томас Пшиборовский (7 марта 1823, Галежево — 13 мая 1896, Варшава) — польский учёный-филолог, историк, библиотекарь и преподаватель.

## Биография
В 1830 году потерял обоих родителей, воспитывался в доме помещика Станислава Логи. Осенью 1843 года поступил на философский факультет Вроцлавского университета, где изучал классическую и славянскую филологию, тогда же увлёкся археологией и переводами античных классиков. Университет окончил в 1847 году, однако государственный экзамен на право преподавать сдал из-за проблем со здоровьем только в 1852 году. Преподавал греческий, латынь и польский сначала в гимназии в Тшемешно, с 1854 года в Познани. В 1857—1863 годах был куратором архивов Познани. Был одним из основателей познанского Товарищества друзей наук, принимал участие в работе других научных обществ. 21 ноября 1862 года был назначен директором главной библиотеки в Варшаве. В 1871 году, когда библиотека стала частью российского императорского Варшавского университета, ушёл в отставку и возглавил библиотеку Замойских в Варшаве, сохранив эту должность до конца жизни. Был также лектором и с 1865 года профессором польского языка в Варшавской главной школе, с 1871 года (после ликвидации школы в 1869 году) и до своей отставки в 1877 году лектором немецкого языка в Варшавском университете.

## Главные работы
«Wiadomość o życiu i pismach Jana Kochanowskiego» (Познань, 1857), «Wiadomość historyczna о krwawym dyjable» (1859), «Znaczenie wsteczy w sadownictwie polskiém za panowania Władysława Jagiełły» (в «Bibl. Warsz.», 1860), «Wycieczki archeologiczne po prawym brzegu Wisły» (1874), «Piesń o potopie Jana Kochanowskiego» («Ateneum», 1878), «W sprawie gregoryjańskiego kalendarza» («Bibl. Warsz.», 1878), «O psalterzu pulawskim» (ib., 1880), «Przyczynek do numizmatyki Piastów» (1881).